# 16.ª etapa do Giro d'Italia de 2022
A 16.ª etapa do Giro d'Italia de 2022 teve lugar a 24 de maio de 2022 entre Salò e Aprica sobre um percurso de 202 km. O vencedor foi o checo Jan Hirt da equipa Intermarché-Wanty-Gobert Matériaux e o equatoriano Richard Carapaz conseguiu manter a liderança.

## Classificação da etapa
| Salò - Aprica | alta montanha | (202 km) |

| \| Classificação por etapas \| Classificação por etapas \| Classificação por etapas \| Classificação por etapas \| Classificação por etapas \| \| Ciclista \| Ciclista \| Equipe \| Tempo \| \| \| ------------------------ \| ------------------------ \| ---------------------------------- \| ------------------------ \| ------------------------ \| \| 1. \| Jan Hirt \| Intermarché-Wanty-Gobert Matériaux \| 5h40m45s \| \| \| 2. \| Thymen Arensman \| Team DSM \| + 7s \| \| \| 3. \| Jai Hindley \| Bora-Hansgrohe \| + 1m24s \| \| \| 4. \| Richard Carapaz \| Ineos Grenadiers \| + 1m24s \| \| \| 5. \| Alejandro Valverde \| Movistar Team \| + 1m24s \| \| \| 6. \| Mikel Landa \| Bahrain Victorious \| + 1m24s \| \| \| 7. \| Lennard Kämna \| Bora-Hansgrohe \| + 1m38s \| \| \| 8. \| João Almeida \| UAE Team Emirates \| + 1m38s \| \| \| 9. \| Vincenzo Nibali \| Astana Qazaqstan Team \| + 2m06s \| \| \| 10. \| Hugh Carthy \| EF Education-EasyPost \| + 2m53s \| \| |                    |                                    |          |
| |                    |                                    |          |
| Fonte: ProCyclingStats |                    |                                    |          |
| Classificação por etapas |                    |                                    |          |
| Ciclista | Ciclista           | Equipe                             | Tempo    |
| 1. | Jan Hirt           | Intermarché-Wanty-Gobert Matériaux | 5h40m45s |
| 2. | Thymen Arensman    | Team DSM                           | + 7s     |
| 3. | Jai Hindley        | Bora-Hansgrohe                     | + 1m24s  |
| 4. | Richard Carapaz    | Ineos Grenadiers                   | + 1m24s  |
| 5. | Alejandro Valverde | Movistar Team                      | + 1m24s  |
| 6. | Mikel Landa        | Bahrain Victorious                 | + 1m24s  |
| 7. | Lennard Kämna      | Bora-Hansgrohe                     | + 1m38s  |
| 8. | João Almeida       | UAE Team Emirates                  | + 1m38s  |
| 9. | Vincenzo Nibali    | Astana Qazaqstan Team              | + 2m06s  |
| 10. | Hugh Carthy        | EF Education-EasyPost              | + 2m53s  |

## Classificações ao final da etapa

### Classificação geral(Maglia Rosa)
| \| Classificação geral \| Classificação geral \| Classificação geral \| Classificação geral \| Classificação geral \| \| Ciclista \| Ciclista \| Equipe \| Tempo \| \| \| ------------------- \| ------------------- \| ---------------------------------- \| ------------------- \| ------------------- \| \| 1. \| Richard Carapaz \| Ineos Grenadiers \| 68h49m06s \| \| \| 2. \| Jai Hindley \| Bora-Hansgrohe \| + 3s \| \| \| 3. \| João Almeida \| UAE Team Emirates \| + 44s \| \| \| 4. \| Mikel Landa \| Bahrain Victorious \| + 59s \| \| \| 5. \| Vincenzo Nibali \| Astana Qazaqstan Team \| + 3m40s \| \| \| 6. \| Domenico Pozzovivo \| Intermarché-Wanty-Gobert Matériaux \| + 3m48s \| \| \| 7. \| Pello Bilbao \| Bahrain Victorious \| + 3m51s \| \| \| 8. \| Emanuel Buchmann \| Bora-Hansgrohe \| + 4m45s \| \| \| 9. \| Jan Hirt \| Intermarché-Wanty-Gobert Matériaux \| + 7m42s \| \| \| 10. \| Alejandro Valverde \| Movistar Team \| + 9m04s \| \| |                    |                                    |           |
| |                    |                                    |           |
| Fonte: ProCyclingStats |                    |                                    |           |
| Classificação geral |                    |                                    |           |
| Ciclista | Ciclista           | Equipe                             | Tempo     |
| 1. | Richard Carapaz    | Ineos Grenadiers                   | 68h49m06s |
| 2. | Jai Hindley        | Bora-Hansgrohe                     | + 3s      |
| 3. | João Almeida       | UAE Team Emirates                  | + 44s     |
| 4. | Mikel Landa        | Bahrain Victorious                 | + 59s     |
| 5. | Vincenzo Nibali    | Astana Qazaqstan Team              | + 3m40s   |
| 6. | Domenico Pozzovivo | Intermarché-Wanty-Gobert Matériaux | + 3m48s   |
| 7. | Pello Bilbao       | Bahrain Victorious                 | + 3m51s   |
| 8. | Emanuel Buchmann   | Bora-Hansgrohe                     | + 4m45s   |
| 9. | Jan Hirt           | Intermarché-Wanty-Gobert Matériaux | + 7m42s   |
| 10. | Alejandro Valverde | Movistar Team                      | + 9m04s   |

### Classificação por pontos(Maglia Ciclamino)
| Classificação por pontos | Classificação por pontos | Classificação por pontos        | Classificação por pontos | Classificação por pontos |
| Ciclista                 | Ciclista                 | Equipe                          | Pontos                   |                          |
| ------------------------ | ------------------------ | ------------------------------- | ------------------------ | ------------------------ |
| 1.                       | Arnaud Démare            | Groupama-FDJ                    | 238 pts                  |                          |
| 2.                       | Mark Cavendish           | Quick-Step Alpha Vinyl          | 121 pts                  |                          |
| 3.                       | Fernando Gaviria         | UAE Team Emirates               | 117 pts                  |                          |
| 4.                       | Mathieu van der Poel     | Alpecin-Fenix                   | 91 pts                   |                          |
| 5.                       | Alberto Dainese          | Team DSM                        | 81 pts                   |                          |
| 6.                       | Phil Bauhaus             | Bahrain Victorious              | 72 pts                   |                          |
| 7.                       | Filippo Tagliani         | Drone Hopper-Androni Giocattoli | 70 pts                   |                          |
| 8.                       | Simone Consonni          | Cofidis                         | 67 pts                   |                          |
| 9.                       | Thomas De Gendt          | Lotto-Soudal                    | 53 pts                   |                          |
| 10.                      | Richard Carapaz          | Ineos Grenadiers                | 49 pts                   |                          |

### Classificação da montanha(Maglia Azzurra)
| Classificação da montanha | Classificação da montanha | Classificação da montanha          | Classificação da montanha | Classificação da montanha |
| Ciclista                  | Ciclista                  | Equipe                             | Pontos                    |                           |
| ------------------------- | ------------------------- | ---------------------------------- | ------------------------- | ------------------------- |
| 1.                        | Koen Bouwman              | Jumbo-Visma                        | 167 pts                   |                           |
| 2.                        | Giulio Ciccone            | Trek-Segafredo                     | 99 pts                    |                           |
| 4.                        | Jai Hindley               | Bora-Hansgrohe                     | 74 pts                    |                           |
| 5.                        | Lennard Kämna             | Bora-Hansgrohe                     | 74 pts                    |                           |
| 6.                        | Richard Carapaz           | Ineos Grenadiers                   | 65 pts                    |                           |
| 7.                        | Jan Hirt                  | Intermarché-Wanty-Gobert Matériaux | 42 pts                    |                           |
| 8.                        | Wilco Kelderman           | Bora-Hansgrohe                     | 42 pts                    |                           |
| 9.                        | Bauke Mollema             | Trek-Segafredo                     | 40 pts                    |                           |
| 10.                       | Thymen Arensman           | Team DSM                           | 39 pts                    |                           |

### Classificação dos jovens(Maglia Bianca)
| Classificação dos jovens | Classificação dos jovens | Classificação dos jovens | Classificação dos jovens | Classificação dos jovens |
| Ciclista                 | Ciclista                 | Equipe                   | Tempo                    |                          |
| ------------------------ | ------------------------ | ------------------------ | ------------------------ | ------------------------ |
| 1.                       | João Almeida             | UAE Team Emirates        | 68h49m50s                |                          |
| 2.                       | Juan Pedro López         | Trek-Segafredo           | + 9m11s                  |                          |
| 3.                       | Thymen Arensman          | Team DSM                 | + 9m39s                  |                          |
| 4.                       | Santiago Buitrago        | Bahrain Victorious       | + 22m34s                 |                          |
| 5.                       | Pavel Sivakov            | Ineos Grenadiers         | + 27m40s                 |                          |
| 6.                       | Luca Covili              | Bardiani CSF Faizanè     | + 1h00m08s               |                          |
| 7.                       | Mauri Vansevenant        | Quick-Step Alpha Vinyl   | + 1h21m46s               |                          |
| 8.                       | Vadim Pronskiy           | Astana Qazaqstan Team    | + 1h24m03s               |                          |
| 9.                       | Jhonatan Narváez         | Ineos Grenadiers         | + 1h37m44s               |                          |
| 10.                      | Iván Ramiro Sosa         | Movistar Team            | + 1h39m56s               |                          |

### Classificação por equipas"Super team"
| Classificação por equipes | Classificação por equipes          | Classificação por equipes | Classificação por equipes |
| Equipe                    | Equipe                             | Tempo                     |                           |
| ------------------------- | ---------------------------------- | ------------------------- | ------------------------- |
| 1.                        | Bora-Hansgrohe                     | 206h33m39s                |                           |
| 2.                        | Bahrain Victorious                 | + 6h00m58s                |                           |
| 3.                        | Intermarché-Wanty-Gobert Matériaux | + 32m14s                  |                           |
| 4.                        | Ineos Grenadiers                   | + 59m08s                  |                           |
| 5.                        | Trek-Segafredo                     | + 1h21m09s                |                           |
| 6.                        | Astana Qazaqstan Team              | + 1h26m31s                |                           |
| 7.                        | UAE Team Emirates                  | + 1h46m03s                |                           |
| 8.                        | BikeExchange-Jayco                 | + 2h02m02s                |                           |
| 9.                        | Team DSM                           | + 2h17m54s                |                           |
| 10.                       | Movistar Team                      | + 2h23m36s                |                           |

## Abandonos
- Jonathan Caicedo (EF Education-EasyPost) não tomou a saída depois de ter dado positivo com COVID-19.[2]
- Natnael Tesfatsion (Drone Hopper-Androni Giocattoli) não completou a etapa.[3]
- Loïc Vliegen (Intermarché-Wanty-Gobert Matériaux) não completou a etapa.[4]